# Fury (álbum)
Fury —en español: Furia— es el quinto  álbum de estudio de la banda australiana Sick Puppies. Fue publicado el 20 de mayo de 2016 por DrillDown Entertainment Group LLC. Es el primer álbum que no cuenta con Shimon Moore y primera en presentar el nuevo vocalista Bryan Scott. El primer sencillo "Stick to Your Guns" fue lanzado el 31 de marzo de 2016. La portada del álbum fue revelada el 15 de abril de 2016.

## Lista de canciones
Todas las canciones escritas y compuestas por Emma Anzai, Mark Goodwin and Bryan Scott, excepto las especificadas. 
| Standard |                       |                                           |          |  |
| N.º      | Título                | Escritor(es)                              | Duración |  |
| 1.       | «Black and Blue»      |                                           | 3:11     |  |
| 2.       | «Stick to Your Guns»  |                                           | 3:18     |  |
| 3.       | «Let Me Live»         |                                           | 3:32     |  |
| 4.       | «Where Do I Begin»    |                                           | 3:34     |  |
| 5.       | «Just the Beginning»  | Anzai, Lee Miles Buchanan, Goodwin, Scott | 3:13     |  |
| 6.       | «Walls (You Changed)» | Anzai, Aaron Edwards                      | 3:17     |  |
| 7.       | «Killing Time»        |                                           | 3:09     |  |
| 8.       | «Earth to You»        | Anzai, Buchanan, Goodwin, Scott           | 3:09     |  |
| 9.       | «Beautiful Chaos»     | Anzai, Buchanan, Goodwin, Scott           | 3:23     |  |
| 10.      | «If I Stay»           |                                           | 3:21     |  |
| 11.      | «Here with You»       | Anzai, Scott, Scott "the Ninja" Stevens   | 3:33     |  |

Bonus Tracks
| Best Buy bonus tracks |             |          |  |
| N.º                   | Título      | Duración |  |
| 12.                   | «Charlatan» | 3:13     |  |
| 13.                   | «Not Now»   | 3:17     |  |

## Posicionamiento en lista
| Lista (2016)                          | Posiciones |
| ------------------------------------- | ---------- |
| Estados Unidos (Billboard 200)        | 92         |
| US Top Alternative Albums (Billboard) | 10         |
| US Top Rock Albums (Billboard)        | 13         |

## Créditos
- Bryan Scott - vocalista principal, guitarra principal
- Emma Anzai - bajo, coros
- Mark Goodwin - baterista